# Undertrykkende skydning
Undertrykkende skydning er en militær taktik, der bruges til at forhindre fjenden i at udføre visse handlinger ved at affyre en kontinuerlig strøm af skydning eller andre former for våben mod deres position. Det primære mål med undertrykkende skydning er at holde fjenden nede og begrænse deres evne til effektivt at besvare ilden eller manøvrere. Det anvendes ofte til at støtte fremrykkende tropper, beskytte venlige styrker eller give dække under taktiske bevægelser.